# Alonzo & Fas 3
Alonzo & Fas 3 var ett svenskt rock/punkband från Stockholm. Bandet startades av Michael Alonzo och Tony Johansson 2011. I bandet ingår även Inge Johansson, Nicke Andersson, Jouni Haapala, Tomas Eriksson, Fredrik Georg Eriksson, Johannes Borgström, Håkan Sörle. Tidigare medlemmar var Sören Sulo Karlsson och Lutten Larsson. 
Bandet turnerar med både låtar av KSMB och Stockholms Negrer och eget nyskrivet material. 
Alonzo & Fas 3 gav 2012 ut singeln Dansa som en fjäril/Inte ett ord till på Ny våg Records. 
2013 släppte man singeln Matilda/Fattiga och vackra flickor på Blue Fin Records/Sony Music. Debutskivan Alonzo Fas 3 släpptes den 15 maj 2013 på Blue Fin Records/Sony Music. 2014 släpptes uppföljaren Hur du blir en man, då under bandnamnet "Alonzo".
2017 fick bandet Fas 3 rätt till sitt eget namn efter att Michael Alonzo i ond tro registrerat namnet hos PRV.